# 旅ラジ 出発進行!
『旅ラジ 出発進行！』（たびラジ しゅっぱつしんこう！）は2012年4月8日よりRKB毎日放送（RKBラジオ）で放送されている鉄道情報番組である。

## 番組概要
- 鉄道ファンの茅野による、鉄道関連行事のお知らせやリスナーからの旅情あふれるメールの紹介などによって構成される番組[1]。
- 2022年4月からはポッドキャスト配信も行われている。

## 放送時間
宗教番組等との兼ね合いで頻繁に放送時間が変更されている。 
- 日曜日 4:45-5:00（JST。2023年10月-）

### 過去の放送時間
- 日曜日 7:15-7:30（JST。2012年4月-2012年9月）
- 日曜日 7:06-7:30（JST。2012年10月-2013年6月）
- 土曜日 6:00-6:20（JST。2013年7月-2014年3月）
- 土曜日 6:30-6:45（JST。2014年4月-2014年9月）
- 土曜日 6:15-6:30（JST。2014年10月-2018年3月）
- 土曜日 6:15-6:30（JST。2018年4月-8月[2]）
- 土曜日 5:30-5:45（JST。2018年9月-2023年9月）

## パーソナリティ
番組においては乗務員と呼ばれる。
- 茅野正昌

## コーナー
- 今週の鉄旅情報 - 九州各地の鉄道に関する催しを紹介するコーナー。
- 鉄道唱歌はいかがでショーカ? - 鉄道唱歌をかけるコーナー。
- あゝ鉄道、旅は道連れ - 鉄道にまつわるリスナーの思い出話を紹介するコーナー。
- こ〜んなにテッチャン - リスナーから届いた鉄道好き自慢を紹介するコーナー。

### 過去に放送したコーナー
- 鉄分補給 - 鉄道に関する薀蓄、廃線の思い出、難読駅名などを紹介するコーナー。
- 旅うた大集合 - 旅や鉄道に関係のある歌を紹介するコーナー。

## エピソード
- 番組内では前述の「乗務員」以外にも、番組改編のことをダイヤ改正、コーナーのことを○号車と呼ぶなど、鉄道に関する用語が取り入れられている。
- リスナーから番組に対して、古い時刻表や切符などが届けられたことがある。
- 番組の最後には茅野が車掌のまねをするのが定番になっている。エンディング曲は小椋佳「大いなる旅路」。
- 2019年8月11日、特別番組として九州鉄道記念館からの公開生放送を実施。放送時間は12:00 - 12:54(JST)、ゲストは攝津正と豊岡真澄[3]。